# 黃金口戰鬥
黃金口戰鬥發生於1928年1月12日－16日，交戰地點則是在中國鄂南公安北，是中華民國北洋政府時期的戰鬥之一。黃金口戰鬥的交戰雙方，一方為國民革命軍二軍魯滌平，另一方北洋唐生智一部所轄軍隊。

## 參看
- 中華民國北洋政府時期內戰戰鬥列表